# Holothuria moebii
Holothuria moebii is een zeekomkommer uit de familie Holothuriidae.
De wetenschappelijke naam van de soort werd in 1883 gepubliceerd door Hubert Ludwig.